# Augustus Intelligence
Augustus Intelligence war ein US-amerikanisches IT-Unternehmen, das sich auf Künstliche Intelligenz spezialisierte und im Juni 2018 von Wolfgang Haupt († 17. Oktober 2021) und Pascal Weinberger gegründet wurde. Die Gruppe hatte ihren Hauptsitz in New York City sowie nach eigenen Angaben weitere Standorte in Menlo Park (Kalifornien), in Paris und in München.
Nach eigenen Angaben entwickelte Augustus als Business-to-Business (B2B)-Tech-Unternehmen „durchgehende, vertikal integrierte Lösungen für Künstliche Intelligenz (KI). Sie umfassten Produkte, Dienstleistungen und Infrastruktur, die Unternehmen auf ihrem Weg unterstützen, KI anzuwenden.“ Der Schwerpunkt lag vor allem auf den Techniken Computer Vision und Natural Language Processing (NLP).
Das Unternehmen rückte im Juni 2020  zeitweise aufgrund einer Lobbyismus-Affäre um die CDU-Politiker Philipp Amthor, Hans-Georg Maaßen und Karl-Theodor zu Guttenberg in den Brennpunkt der Berichterstattung deutscher Medien.

## Geschichte
Die Zweigstelle des Unternehmens in Deutschland wurde 2019 in München gegründet. Zum Geschäftsführer wurde der 34-jährige Daniel Braun ernannt, der vorher beim Unternehmen Roland Berger tätig war.
Der Spiegel berichtete, dass Amthor im Herbst 2018 mit einem Brief an Bundeswirtschaftsminister Peter Altmaier (CDU) um politische Unterstützung für das Unternehmen gebeten hatte. Gleichzeitig erhielt Amthor Aktienoptionen, die es ihm ermöglichten, finanziell vom Erfolg des Unternehmens zu profitieren. Das Bundesverkehrsministerium hatte 2020 mitgeteilt, dass das durch die Causa Amthor in die Kritik geratene US-Unternehmen Augustus Intelligence Kontakte zum Ministerium hatte, aber nicht finanziell unterstützt wurde. Ein Sprecher erläuterte, das Verkehrsministerium habe einen „Aktionsplan Digitalisierung und künstliche Intelligenz in der Mobilität“ erarbeitet und damit die „Strategie Künstliche Intelligenz der Bundesregierung“ unterstützt. In diesem Zusammenhang habe es Gespräche und Austausch mit Augustus Intelligence und Forschungseinrichtungen gegeben, zum Beispiel am 26. September 2018 in Berlin.
Der ehemalige Verteidigungsminister und CSU-Politiker Karl-Theodor zu Guttenberg wurde im März 2019 Aktionär bei Augustus Intelligence; zwei Monate später war er im Vorstand des Unternehmens und leitete die Vorstandsabteilung für General Affairs. Im Dezember 2019 entließ zu Guttenberg in seinem New Yorker Büro zwei leitende Augustus-Angestellte (Marco Pacelli und Ed Crump), denen das Start-up vorwirft, geistiges Eigentum gestohlen, Kunden abgeworben und eine Konkurrenz-Firma namens Quantum Intelligence gegründet zu haben. Beide klagten anschließend vor einem New Yorker Gericht gegen das Unternehmen und warfen ihm dubiose Geschäftspraktiken und Verschleierungsaktivitäten vor. Augustus wiederum fordert Schadensersatz von Crump und Pacelli. Das von Wolfgang Haupt geführte Start-up, das die Nähe zu deutschen Politikern wie dem ehemaligen Chef des Bundesamtes für Verfassungsschutz (BfV) Hans-Georg Maaßen (CDU) sowie dem CDU-Politiker Philipp Amthor suchte, hatte seinen damaligen Sitz im One World Trade Center auf derselben Etage wie Guttenbergs eigene Beratungs- und Investmentfirma Spitzberg Partners. Laut dem Nachrichtenmagazin Der Spiegel gibt es eine Verbindung zwischen der US-amerikanischen Wirtschaftskanzlei White & Case und dem Unternehmen Augustus Intelligence. Das legten Firmenunterlagen von Augustus Intelligence nahe, berichtete das Magazin.
Am 19. Juni 2020 teilte das Unternehmen mit, dass der Gründer und CEO des Unternehmens, Wolfgang Haupt, sein Mandat aussetzt. Den Vorsitz des Vorstandes übernahm Chefjustiziar Ramsey Taylor. Beiratsvorsitzender ist seit Mitte 2020 Stefan von und zu Liechtenstein. August François von Finck investierte 11,4 Mio. Euro in das Unternehmen.
Im November 2020 berichtete das Handelsblatt, Augustus habe fast die Hälfte seiner Belegschaft entlassen. Im April 2021 stellte Augustus in den USA einen Insolvenzantrag gemäß Chapter 11 bei einem Gericht in Wilmington im Bundesstaat Delaware.
Das Restrukturierungsverfahren soll Konflikte mit Investoren lösen, sagte der Sanierungsbeauftragte Brian Ryniker dem Wall Street Journal. Es gebe Rechtskonflikte mit früheren Angestellten und Ermittlungen der Börsenaufsicht. Die Website von Augustus Intelligence ist deaktiviert bzw. nicht mehr erreichbar (Stand 21. Oktober 2021). Der Geschäftsbetrieb wurde eingestellt.
Firmengründer Wolfgang Haupt kam am 17. Oktober 2021 bei einem Hubschrauberabsturz bei Buchen ums Leben. Mast-Bumping (Beschädigung des Rotormastes durch überlastete Schlaggelenke) des Robinson R44 wurde zur Unglücksursache erklärt.